# K・N・ラオ
K.N.ラオ（コータムラージュ・ナーラーヤン・ラオー、1931年10月12日 ‐）はインドの占星術師である。

## 来歴
K.N.ラオは1931年にジャーナリストの父の元、7人兄弟の次男として生まれる。12歳のころ母親からインド占星術を教えてもらう。母親は出産と結婚とプラシュナ（ホラリー）の占術において卓越していたという。若い頃はチェスやブリッジなどのゲームに興じて、ブリッジは2つの州の大会で優勝を果たす。ラクナウ大学で英語を教えた後、公務員になり会計監査の仕事に就く。在職中に局長を三度勤め、国際コースでの企画・運営・講師を務める。官僚を兼任しながら海外とのパイプを持ち5万件のホロスコープのデーターを集める。退職後はアメリカに5回渡って1993年から1995年までの間に占星術を教える。渡米を終えた後はロシアのモスクワへ行きインド占星術を広める。その後、ニューデリーの占星術コースの校長になる。

## 人物
海外に行くとき以外は鑑定料金を受け取らない姿勢を貫いている。占星術家は商業的、搾取的な面があるためプロにはならないと決意している。不運回避としてはマントラと人助けのみが有効だと説いている。

## 著書
- 『ラオ先生のやさしいインド占星術　入門編』
- 『ラオ先生のやさしいインド占星術　基礎知識編』日本ジョーティシュ出版、2021年10月15日。
- 『ダブル・トランジットが明かすキャリアの浮き沈み』
- 『占星術が明かすカルマと輪廻転生』
- 『占星術が明かす妊娠と出産のカルマ』
- 『ヴィムショッタリダシャーが明かす人生のタイムライン』
- 『ジェイミニのチャラ＆マンドゥーク・ダシャー』
- 『天の羅針盤』